# Короткоклювый виреон
Короткоклювый виреон (лат. Vireo huttoni) — вид воробьинообразных птиц из семейства виреоновых. Научное название дано в честь американского землемера и инженера Уиллиама Рича Хаттона (1826—1901). Согласно последним исследованиям ДНК, вид может быть разделён на два, так как птицы тихоокеанского побережья демонстрируют существенные различия с теми, что обитают внутри материка.

## Распространение
Ареал простирается с севера на юг от южной части Британской Колумбии в Канаде до центральной части Гватемалы.

## Описание
Длина тела примерно 12—13 см. Окрас тусклый оливково-серый, глазное кольцо и полоски на крыльях блекло-белые. По внешнему виду птицы весьма схожи с рубиновоголовыми корольками, однако чуть крупнее по размерам и имеют более толстый клюв.

## Биология
Питаются насекомыми. Самка откладывает 3—4 яйца.
МСОП присвоил виду охранный статус LC.